# Devean George
Devean George (Minneapolis, Minnesota, 29 de agosto de 1977), é um ex-basquetebolista profissional norte-americano que foi três vezes campeão da NBA jogando pelo Los Angeles Lakers (1999-00, 2000-01 e 2001-02). 

## Estatísticas

### Temporada regular
| Ano     | Equipe       | PJ  | PT  | MPP  | %TC  | %3P  | %TL  | RPP | APP | ROB | TPP | PPP |
| ------- | ------------ | --- | --- | ---- | ---- | ---- | ---- | --- | --- | --- | --- | --- |
| 1999–00 | Los Angeles  | 49  | 1   | 7.0  | .389 | .340 | .659 | 1.5 | .2  | .2  | .1  | 3.2 |
| 2000–01 | Los Angeles  | 59  | 1   | 10.1 | .309 | .221 | .709 | 1.9 | .3  | .2  | .2  | 3.1 |
| 2001–02 | Los Angeles  | 82  | 1   | 21.5 | .411 | .371 | .675 | 3.7 | 1.4 | .9  | .5  | 7.1 |
| 2002–03 | Los Angeles  | 71  | 7   | 22.7 | .390 | .371 | .790 | 4.0 | 1.3 | .8  | .5  | 6.9 |
| 2003–04 | Los Angeles  | 82  | 48  | 23.8 | .408 | .349 | .760 | 4.0 | 1.4 | 1.0 | .5  | 7.4 |
| 2004–05 | Los Angeles  | 15  | 3   | 20.4 | .356 | .362 | .750 | 3.5 | .9  | .5  | .1  | 7.3 |
| 2005–06 | Los Angeles  | 71  | 5   | 21.7 | .400 | .313 | .674 | 3.9 | 1.0 | .9  | .5  | 6.3 |
| 2006–07 | Dallas       | 60  | 17  | 21.4 | .395 | .353 | .750 | 3.6 | .6  | .8  | .4  | 6.4 |
| 2007–08 | Dallas       | 53  | 4   | 15.5 | .357 | .324 | .706 | 2.6 | .7  | .4  | .2  | 3.7 |
| 2008–09 | Dallas       | 43  | 17  | 16.5 | .380 | .289 | .773 | 1.8 | .3  | .5  | .3  | 3.4 |
| 2009–10 | Golden State | 45  | 4   | 16.9 | .432 | .390 | .696 | 2.5 | .7  | .9  | .2  | 5.4 |
| Total   |              | 630 | 108 | 18.5 | .392 | .343 | .721 | 3.1 | .9  | .7  | .4  | 5.6 |

### Playoffs
| Ano     | Equipe      | PJ | PT | MPP  | %TC  | %3P  | %TL  | RPP | APP | ROB | TPP | PPP |
| ------- | ----------- | -- | -- | ---- | ---- | ---- | ---- | --- | --- | --- | --- | --- |
| 1999–00 | Los Angeles | 9  | 0  | 5.0  | .368 | .200 | .545 | 1.1 | .2  | .1  | .0  | 2.4 |
| 2000–01 | Los Angeles | 7  | 0  | 3.9  | .500 | .500 | .500 | .7  | .1  | .0  | .0  | 2.0 |
| 2001–02 | Los Angeles | 19 | 0  | 17.2 | .365 | .229 | .733 | 3.6 | .6  | .6  | .5  | 5.0 |
| 2002–03 | Los Angeles | 11 | 7  | 28.9 | .449 | .333 | .889 | 4.5 | 2.2 | 1.0 | .4  | 8.0 |
| 2003–04 | Los Angeles | 22 | 19 | 21.4 | .430 | .373 | .650 | 2.3 | .5  | .9  | .4  | 5.5 |
| 2005–06 | Los Angeles | 7  | 0  | 17.3 | .382 | .429 | .400 | 2.3 | .6  | .6  | .1  | 5.3 |
| 2006–07 | Dallas      | 6  | 1  | 18.2 | .200 | .250 | .800 | 3.0 | .7  | 1.0 | .3  | 3.5 |
| 2007–08 | Dallas      | 5  | 0  | 12.4 | .393 | .333 | .600 | 3.0 | .0  | .4  | .4  | 5.8 |
| Total   |             | 86 | 27 | 17.2 | .395 | .326 | .675 | 2.7 | .7  | .6  | .3  | 5.0 |